# Elephantomyia major
Elephantomyia major är en tvåvingeart. Elephantomyia major ingår i släktet Elephantomyia och familjen småharkrankar.

## Underarter
Arten delas in i följande underarter:
- E. m. major
- E. m. uniformis